# Bridesmaids
Bridesmaids (bra: Missão Madrinha de Casamento; prt: A Melhor Despedida de Solteira) é um filme estadunidense de 2011, do gênero comédia romântica, escrito por Kristen Wiig e Annie Mumolo e dirigido por Paul Feig para a Apatow Productions.
O filme foi lançado nos Estados Unidos pela Universal Pictures em 13 de maio de 2011.

## Sinopse
Mesmo cheia de problemas profissionais e amorosos, Annie (Kristen Wiig) aceita ser madrinha de Lillian (Maya Rudolph), sua melhor amiga. Logo no primeiro evento, Annie conhece Helen (Rose Byrne), mulher rica e linda que pretende ser a mais nova melhor amiga de Lillian. A partir daí, as duas começam a disputar não só a amizade de Lillian, mas também os encargos da função de madrinha.

## Elenco
- Kristen Wiig como Annie Walker
- Maya Rudolph como Lillian Donevan
- Rose Byrne como Helen Harris III
- Melissa McCarthy como Megan
- Wendi McLendon-Covey como Rita
- Ellie Kemper como Becca
- Chris O'Dowd como Natan
- Jill Clayburgh como Judy Walker
- Jon Hamm como Ted
- Rebel Wilson como Brynn
- Matt Lucas como Gil
- Andy Buckley é Perry Harris
- Jessica St. Clair como Whitney
- Melanie Hutsell como Carol
- Michael Hitchcock como Don
- Tim Heidecker como Dougie
- Terry Crews como instrutor de pilates
- Kali Hawk como Kahlua
- Ben Falcone como John
- Matt Bennett como noivo de Helen
- Wilson Phillips elas mesmas
- Paul Rudd como Dave

## Recepção
Rotten Tomatoes mostrou que 90% das 220 críticas recebidas foram positivas. Metacritic, avaliou o filme com nota 76/100, com base em 37 críticos. Roger Ebert deu 3,5 de 4 estrelas. Jeff Bayer qualificou Bridesmaids como "a melhor comédia feminina de todos os tempos".
 Ms. Magazine observou que o filme passou no teste de Bechdel de histórias femininas.

### Prêmios
| Prêmio                                        | Categoria                          | Recebedor(s)                | Resultado                   |
| --------------------------------------------- | ---------------------------------- | --------------------------- | --------------------------- |
| Oscar 2012                                    | Melhor atriz coadjuvante           | Melissa McCarthy            | Indicado                    |
| Oscar 2012                                    | Melhor roteiro original            | Annie Mumolo e Kristen Wiig | Indicado                    |
| American Film Institute                       | Filme do ano                       | Bridesmaids                 | Venceu                      |
| Critics' Choice Movie Awards                  | Melhor atriz coadjuvante           | Melissa McCarthy            | Indicado                    |
| Critics' Choice Movie Awards                  | Melhor elenco                      | Bridesmaids                 | Indicado                    |
| Critics' Choice Movie Awards                  | Melhor comédia                     | Bridesmaids                 | Venceu                      |
| Detroit Film Critics Society                  | Performance revelação              | Melissa McCarthy            | Indicado[carece de fontes?] |
| Prêmios Globo de Ouro 2012                    | Melhor filme - comédia ou musical  | Bridesmaids                 | Indicado                    |
| Prêmios Globo de Ouro 2012                    | Melhor atriz - comédia ou musical  | Kristen Wiig                | Indicado                    |
| Las Vegas Film Critics Society                | Melhor atriz coadjuvante           | Melissa McCarthy            | Venceu[carece de fontes?]   |
| New York Film Critics Online                  | Melhor atriz coadjuvante           | Melissa McCarthy            | Venceu                      |
| New York Film Critics Online                  | Melhor elenco                      | Bridesmaids                 | Venceu                      |
| NewNowNext Awards                             | Próximo filme que você tem que ver | Bridesmaids                 | Venceu                      |
| People's Choice Awards                        | Melhor filme de comédia            | Bridesmaids                 | Venceu[carece de fontes?]   |
| People's Choice Awards                        | Melhor elenco                      | Bridesmaids                 | Indicado[carece de fontes?] |
| Screen Actors Guild Awards                    | Melhor elenco em filme             | Bridesmaids                 | Indicado[carece de fontes?] |
| Screen Actors Guild Awards                    | Melhor atriz coadjuvante           | Melissa McCarthy            | Indicado[carece de fontes?] |
| Teen Choice Awards                            | Comédia                            | Bridesmaids                 | Indicado                    |
| Teen Choice Awards                            | Atriz em comédia                   | Kristen Wiig                | Indicado                    |
| Teen Choice Awards                            | Atriz em comédia                   | Maya Rudolph                | Indicado                    |
| Teen Choice Awards                            | Hissy Fit                          | Kristen Wiig                | Indicado                    |
| Teen Choice Awards                            | Atriz que roubou a cena            | Melissa McCarthy            | Indicado                    |
| Washington D.C. Area Film Critics Association | Melhor elenco                      | Bridesmaids                 | Venceu[carece de fontes?]   |
| Washington D.C. Area Film Critics Association | Melhor atriz coadjuvante           | Melissa McCarthy            | Indicado[carece de fontes?] |
| Washington D.C. Area Film Critics Association | Melhor roteiro original            | Annie Mumolo e Kristen Wiig | Indicado[carece de fontes?] |